# THE CHAPPYS
THE CHAPPYS（ザ チャッピーズ）は、1986年に元GASの村田達也と元ROUTE 66の森雅裕を中心にして結成された日本のロックバンドである。

## 概要
1987年フジテレビの『桃色学園都市宣言!!』の木曜日｢St.月桂寺HighSchool」に森がレギュラー出演
。
1988年2月にインディーズ7inch.EP「THE CHAPPYS」をポリコン企画から発売。
4月1日にファンハウスからアルバム「GO!GO!CHAPPYS（それゆけ!!チャッピーズ）」でメジャーデビュー。
シングル「キスをさせてくれよ」発売。作詞：秋元康　作曲井上大輔　
8月25日にシングル「悲しきルーマーズ」発売。
2014年7月16日にアルバム「LOVE MOTION-THE CHAPPYS ANTHOLOGY-」を発売。

## 結成まで
ROUTE 66の活動を休止した後、森はROUTE 66以前にやっていたバンド・THE ROWDIESを再始動させる。片田武司がギターを、ROOS ROOSこと桜田がベースを担当。ドラムには、のちに片田が結成するJELLY BEANSというバンドのベーシストとなる奥島が担当するが、メンバーの入れ替えが激しいバンドだった。
当時、森は原宿にあるロックファッションショップの店員としてアルバイトをしていた。そこですでに店員として働いていた元GASのドラマー・村田達也と出会う。そのころ村田はC.O.P.(CORRUPTION OF PEACE)というアメリカンハードコアパンクバンドのドラマーとして活動していた。2人は意気投合し交流を深める。ある日、森は村田から新バンド結成の誘いを受け、すでにTHE ROWDIESを解散させていた森は快諾する。それまで森はロックンロールを基調としたパンクバンドを、村田はハードコアパンクバンドをそれぞれやり続けてきた中で、次のバンドではお互いにとって今までとは違ったことをやらなければならないと感じていた。2人はまずバンドネームを決めることから始める。キャッチーで覚えやすいことと、ローマ字7文字から成ることにこだわった。次に、日本のロックシーンで成功したバンドにはCAROLやCOOLS、THE CHECKERSなど頭文字にCの付くバンドが多く、それにもこだわった結果THE CHAPPYSに落ち着いた。以降、バンド結成に向けてのミーティングを重ね企画や戦略を練りつつ、森の地元中野区にある南部青年館の館内にあったミニFM放送局・FMなんせいで「THE CHAPPYSのミッドナイト中野」というラジオ番組を立ち上げ、毎週木曜日にレギュラー放送を開始する。番組内ではメンバー募集も行なった。バンド結成にあたり、バンドの方向性を「ポップでキャッチーなことをしよう」「真剣にふざけよう」というものに決める。また、メンバー募集をする際にはルックスの良さや背格好が近いこと、そしてメンバー全員が作詞作曲が出来ることなどを条件とした。
ある日、２人が働くショップに買い物に来た客と話をしていた時に、客の1人が「テレビに出ていて売れているバンドがかっこいい」と言った言葉をきっかけに、2人はアイドルポップ路線を目指すようになる。時期的にもメジャーで活動するロックバンドの多くがテレビ出演を拒否する中でアイドル的なバンドが売れていた時期でもあり、またTHE BEATLESやTHE MONKEES、BAY CITY ROLLERSなどの海外のビッグネームバンドも最初はアイドル路線から売れていったことなどから、彼らはアイドルポップ路線に舵を取る。そして、自分たちのやる音楽をポップなロックバンドという意味で、自らポップンロールと称した。初めは2人で色々な人とセッションを繰り返す毎日だったが、メンバーはなかなか決まらなかった。そこで村田は、以前、岡山から東京へ遊びに来た際に彼らの働くショップに買い物に来た当時高校生だった杉本恒一郎が村田の目にとまり、その場で彼の連絡先を聞いていたことを思い出し、村田が岡山在住の杉本へ電話をかけバンド参加の話を持ちかける。ちょうど東京の大学に入学が決まり上京することになっていた杉本は、村田の誘いを受ける。杉本の上京後、早速3人はスタジオでリハーサルに入るが、初めてのリハーサルで森と村田は杉本のベース演奏が想像以上にうまく、ルックスなどをはじめメンバーとしての諸条件をすべて満たしていたため、その場でベーシストとして正式にメンバーに決定する。
3人でのスタジオリハーサルが続いていたある日、FMなんせいで彼らが放送していたラジオ番組にメンバー募集あての応募はがきが届く。THE ROWDIES時代のギタリスト・片田からである。彼は2人のラジオ番組を欠かさず聴き、すでにJELLY BEANSは解散させていた。早速4人でスタジオリハーサルに入り、最初は研修生として見ていた森と村田だったが、リハーサルを重ねていく中で片田をギタリストとして正式にメンバーに加え、ようやくTHE CHAPPYSの結成を迎える。

## インディーズ時代
ギグデビューをするにあたって、彼らは「誰も知らない有名人」のキャッチフレーズのもと、インディーズシーンでどこまで芸能的なことが出来るかを念頭に置いて活動を始める。その一環として、当時のインディーズバンドのフライヤーの多くは白黒印刷だったが、彼らはそれをカラーコピーで作り、渋谷などの人が多く集まる街のショップ内や新宿にあったFM放送局の窓ガラスなどに、通行人の目にとまりやすいように外向けに貼ったりした。また、ライブハウスに出演するためのデモテープ作りでは、一般的にはオリジナル曲を数曲録音したものをライブハウスに持って行くが、彼らはギグの曲と曲の合間にお笑い芸人のようなネタもやる考えでいたため、デモテープにも曲と一緒にネタまで録音して作った。そうした型にはまらず、今までにないデモテープ作りが功を奏し、持って行ったライブハウスのすべてで出演の許可を得る。ギグデビューに際し、メンバーはそれぞれ森はPOP森、村田は村田HONEY、杉本はLOVELY LOVELY杉本、片田は片田CUTY "QUPPY"という芸名を付け、メジャーデビュー後も一貫して使われた。
1987年4月18日、新宿ACB会館においてファーストギグを行なう。以後、新宿STUDIO JAMや荻窪WATTS、学園祭などで月に4～5回のペースでギグを行なう。THE CHAPPYS立ち上げ当初からバンドには高橋、大橋、島田の3人のスタッフがいた。大橋と島田は、森の出身中学校の3つ下の後輩である。彼ら3人は毎回のギグの現場スタッフとしてはもちろん、フライヤー作成やツアー時の運転手、メジャーデビューをしてからはファンクラブ会報の作成や企画など幅広く活躍する。森は周囲の人たちにいつも「メンバーの他に3人のスタッフを合わせた7人でTHE CHAPPYSなんだ」と話していた。
活動は順調に進み、新宿STUDIO JAMと新宿ACB会館では月1でのレギュラー出演をするようになっていた。また、「子チャッピクラブ」という親衛隊のような集団も出来た。彼らはギグの曲と曲の合間にメンバーと掛け合いでネタをやるなどギグの盛り上げに一役買っていた。ファンには女子高校生も多く、バラード演奏時にはペンライトが振られるなど、それまで森や村田がやっていた客のほとんどが男性客で占められていたパンクバンドでのギグとは客層も大きく異なっていた。
同年7月、森と村田は別々に当時の人気番組であった「笑っていいとも!」の一般人参加コーナーに2週に渡って出演し、この時初めて「THE CHAPPYS」と「ポップンロール」という言葉を電波に乗せる。その翌月には、当時大ブレイクしていたおニャン子クラブがメインを務め視聴率を集めていた生放送番組「夕やけニャンニャン」に出演する。これは、インディーズバンドの人気投票をするバンドコンテストのようなコーナーが番組内で始まり、THE CHAPPYSが投票数1位となりテレビ局からオーディションに呼ばれて受かったために出演することになったものである。次の週も彼らが1位となり、スタジオで生演奏をする。「夕やけ～」の放送が終了すると、同年10月に「桃色学園都市宣言!!」がスタートする。「夕やけ～」に出演した際に彼らはテレビ局のスタッフに気に入られ、「夕やけ～」の終了から約1ヶ月後に、テレビ局から森のところに連絡が入る。「桃色～」は月曜日から金曜日まで異なったタイトルの5つの番組から構成されるものだったが、そのうちの毎週木曜日放送分の「St.月桂寺HighSchool」という番組に森のレギュラー出演が決まる。この出演がきっかけとなり、THE CHAPPYSにメジャーデビューの話が舞い込む。数社のレコード会社からのオファーを受け、メンバーと相談の末に(株)FUN HOUSE(現 BMG JAPAN)と契約することに決める。この前後ころから彼らはTHE CHAPPYSとして初めての自主制作EPのレコーディングを開始する。メンバーが1人1曲ずつ作詞作曲したものが収録された。そして、元ポリコン口紅のファイターが立ち上げたポリコン企画から、1988年2月に4曲入りEP「THE CHAPPYS」としてリリースする。

## メジャーデビューから活動休止まで
1988年4月1日、彼らは(株)FUN HOUSE(現 BMG JAPAN)からアルバム「GO! GO! CHAPPYS/それゆけ！！ チャッピーズ」、シングル「キスをさせてくれよ/ゼロの傷心」でメジャーデビューを果たす。「キスをさせてくれよ」は秋元康、「ゼロの傷心」は栃内淳による作詞である。同日、ラフォーレ原宿内にあるラフォーレミュージアム原宿においてデビューギグを行なう。5月にはオールナイトフジに出演。以後、森がレギュラー出演する番組内での演奏や、今では街でよく見かけるようになったラッピングトラックのようにトラックの車体全面に大きなポスターを貼り大音量で彼らの曲をかけながら走行してもらったり、駅構内に大きなポスターを掲示してもらうなどプロモーション活動も積極的に行なった。Winkや杉本彩、北岡夢子など彼らと同期のタレントと一緒に営業に回り、地方のテレビ番組やラジオ番組での収録などを行ない、渋谷区による環境問題イベントでの代々木公園内にある野外ステージでのギグ、広島フラワーフェスティバルや岡山のラジオライブなどに出演、都内の各ラジオ放送局では数えきれないほどに出演し、都内某所では楽器無しのパフォーマンスをするなど精力的に活動する。また、THE ROWDIES時代から行なっていた南部青年館でのフリーギグも継続して行なわれ、90年の前半まで続けられた。ファンクラブの運営では島田、大橋、高橋の3人のスタッフで「アンファンテリブル」という会報を作り、全国から届いた手紙やハガキなどを紙面の許す限り掲載するなどファンとの交流に尽力した。メンバーたちもファンレターに対してはTHE CHAPPYSのキャラクターであるチャッピー君のイラスト入りの便せんを作り、1日に数十通届くファンレターにメンバー1人1人が必ず直筆で返事を書いて送るなど、少しでも喜んでもらえるように、常にファン側の目線に立って行動していた。
1989年1月7日午前6時33分、昭和天皇が崩御され64年間続いた激動の時代と言われる昭和が終焉を迎える。国全体が喪に服す中、当然各界方面で予定されていたイベントなどは自粛中止となる。横浜音楽祭をはじめ、彼らの出演が決まっていた数々のイベントもそのすべてが中止され、デビューからわずか9ヶ月後に活動がストップ。以降、表立った活動が出来ない状態が1年間ほど続き、単発的にステージに立つことはあったがそのまま自然消滅的な流れで彼らの活動は休止する。それから22年後の2010年に一度限りの再結成をし、11月13日に中野MOON STEPで行なわれたギグがTHE CHAPPYSとしてのラストギグとなった。

## ディスコグラフィー
1：1988年2月・自主制作EP「THE CHAPPYS」 ポリコン企画/型番無し
＊森、村田、片田がそれぞれ作詞作曲した曲と、スタッフの高橋が作詞作曲した曲の4曲を収録。メンバーだけでなくスタッフが作詞作曲した曲も収録されているところに「メンバーとスタッフを合わせた7人でTHE CHAPPYSなんだ」と言っていた彼らの、バンドとスタッフに対する想いが感じられるEPである。
2：1988年4月1日・デビューアルバム「GO! GO! CHAPPYS/それゆけ！！ チャッピーズ」 (株)FUN HOUSE/28FB-7003(LP)/28FC-7003(カセット)/32FD-7003(CD)
＊作詞に秋元康、栃内淳、阿久悠、作曲に芹沢廣明、50年代の日本での一大ロカビリーブームを経て60年代にはジャッキー吉川とブルーコメッツのメンバーとして活動した井上大輔、編曲には岩本正樹、松田優作主演ドラマ「探偵物語」の主題歌や映画「BE-BOP-HIGHSCHOOL」の音楽担当などでも知られ、ロックバンド・SHOGUNのメンバーでもあった大谷和夫、広範囲に渡る分野で活動され、「新世紀エヴァンゲリオン」の挿入曲などでも著名な鷺巣詩郎というそうそうたる作家陣が手掛けているアルバム。このアルバムのラストに収録されている「しゃくだね」は、同年2月にリリースした自主制作EP「THE CHAPPYS」で森が作詞作曲した「LOVE MOTION」という曲を、秋元が歌詞とアレンジを変えて収録された曲である。
3：1988年4月1日・デビューシングル「キスをさせてくれよ/ゼロの傷心」 (株)FUN HOUSE/07FA-5005(EP)/10FD-5005(シングルCD)
4：1988年8月25日・セカンドシングル「悲しきルーマーズ/ラブ クラクション」 (株)FUN HOUSE/07FA-5034(EP)/10FD-5034(シングルCD)
＊アルバムに「悲しきルーマス」として収録された曲を「悲しきルーマーズ」に改題してリリース。2曲とも栃内淳が作詞を手掛けている。
5：2014年7月16日・アルバム「LOVE MOTION-THE CHAPPYS ANTHOLOGY」 YOUTH INC./YOUTH-256
＊自主制作EP「THE CHAPPYS」の初CD化をはじめ、貴重なデモ音源や87年から89年にかけてのライブ音源などを編集して構成されたコンピレーション的なアルバム。帯コメントには、数々の映画出演やNHK大河ドラマ「西郷どん」にも出演した渋川清彦がメッセージを寄せている。

## メンバーのその後の活動
森雅裕：2000年に元GASのリーダーだったZOMBIEが結成したPINKLANDに、片田とともに参加。ZOMBIEはベースを、ボーカルにはのちにFREAK STORMに加入する森川涼が担当。森川は役者でもあり、数々のテレビCMや舞台などに出演し、テレビ番組「世界ウルルン滞在記」にも出演する。PINKLANDは自主制作で1枚のアルバムをリリースしている。その後、森は2010年にINSECT HUNTER REGENTを結成。渋川清彦のバンド・ドトキンズとも共演する。また、THE ROWDIES時代のメンバーだったROOS ROOSの自主制作ファーストアルバム「It's More A Feeling」にゲストボーカリストとしてレコーディングに参加。このアルバムには森が歌う曲の他に、THE ROWDIES時代の曲も収録されている。2020年には、ロックンロールやロカビリーファンの間で著名な雑誌「GREASE UP MAGAZINE」による80年代のロックンロールブーム特集号(Vol.17)でTHE CHAPPYSに関するインタビューを受け、当時の貴重な写真とともにインタビュー記事が4ページ掲載された。その他にもINSECT HUNTER REGENTのメンバーだった久保純とのバンドや、1981年から82年にかけてのROUTE 66の活動中にフライヤー作成の手伝いや、再結成時からはマネジャーを務めた山口敬史とのバンドがあったが、コロナ禍の影響により活動休止となった。また、森の曽祖父はオーストリア人の音楽家であり音楽教師でもあるルドルフ・ディットリヒであり、祖父はバイオリニストの森乙、伯父は根上淳、伯母はペギー葉山であり、THE CHAPPYSがメジャーデビューをする時に森はペギーの自宅へ挨拶に赴いている。根上とペギーの長男かつ、森の従兄弟である森英児は、陶芸家として活動している。2025年4月、森雅裕氏逝去。享年61。
村田達也：1994年、LYOKIとSCAPEGOATを結成。LYOKIはジュエリーデザイナーやファッションデザイナー、バンド活動などをはじめ多方面で活躍中。SCAPEGOATは3枚のアルバムをリリースするが、2000年に解散。村田は自らリーダーとなり2005年にFREAK STORMを結成。2010年5月1日にファーストアルバム「FREAKSTORM」をBURST HEAD RECORDSからリリース。アルバム帯には大貫憲章がコピーを提供している。2013年12月18日にはセカンドアルバム「FREAK STORM ROCK」を同レーベルからリリース。村田がTHE CHAPPYSに在籍当時に書いた曲「トゥナイト抱きしめて」も収録されている。FREAK STORMは2014年に活動を停止。村田は地元の山口に戻り、他業界で活躍中。
杉本恒一郎：THE CHAPPYS活動休止後もバンド活動を続け、今はTHE CHERRY MOTORCYCLE GANGというバンドで、ベーシスト兼ボーカリストとして活動中。
片田武司：THE CHAPPYSの活動休止後、CARAMEL名義でソロ活動に入ると同時にREBELS、RED JAM、昭和ファンキーズ、ONEDOLLARSなど多くのバンドで活動。彼は20代のはじめから「世界中どこにもないギターを作りたい」という強い想いのもとに絶えずオリジナルギターを作り続けてきており、以前から購入を希望する人が後を絶たず、2020年に販売することを決意。2021年にCaramel's Guitar Kitchenを立ち上げ、デザインから細部に渡るパーツの1つ1つまでこだわり、職人による完全なハンドメイドによるオリジナルギターの製作販売を続け、たぐいまれなるデザインと機能性とサウンドをとことん追求したギターとして注目されている。また、今も音楽活動は続けており、演奏時の動画などをネット配信している。

## メンバー
- 村田HONEY（村田達也)ドラム　ボーカル
- LOVELY LOVELY杉本（杉本恒一郎）ベース　ボーカル
- 片田CUTY QUPPY（片田武司）リード・ギター　ボーカル
- POP森（森雅裕）サイド・ギター　ボーカル